# 이정희 (1960년)
이정희(1960년 9월 13일 ~ )는 대한민국의 정치인, 시민단체 운동가이다. 전라남도 출신이다.

## 학력
- 전라남도 영광 출신
- 광주광역시 광주상업고등학교
- 서울대학교
- 연세대학교 경영대학원

## 경력
- 청소년 선도/문화운동 “좋은친구만들기” 이사장
- 영화진흥위원회 자문위원
- 실업극복운동 함께일하는사회 감사
- 재경부 자문위원
- 공정거래위원회 자문위원
- 국세청 자문위원
- 항공대학교 경영대학 겸임교수
- Deloitte 하나회계법인 대표
- 실업극복국민운동위원회 상임운영위원
- 새정치국민회의 경제대책위 운영위원 (재정/금융분과 담당)
- 1995년  희망의 정치를 여는 젊은 연대 공동대표
- 나라정책연구회 청년위원장, 부회장
- 안건회계법인 및 미국 Deloitte 회계법인
- Deloitte 하나회계법인 대표

## 기타
- 1982년  제16회 공인회계사 시험 합격